# Tragamin
Tragamin est une localité polonaise de la gmina rurale de Malbork située dans le powiat de Malbork en voïvodie de Poméranie. Elle se trouve au sud-est de la capitale régionale Gdańsk.
Avant 1772, la région faisait partie du royaume de Pologne, en 1772-1919, elle faisait partie de la Prusse et de l'Allemagne, faisant partie de la ville libre de Danzig de 1920 à 1939, et de 1939 à février 1945 était sous le règne de l'Allemagne nazie. Pour l'histoire de la région, voir Histoire de Poméranie.

## Géographie

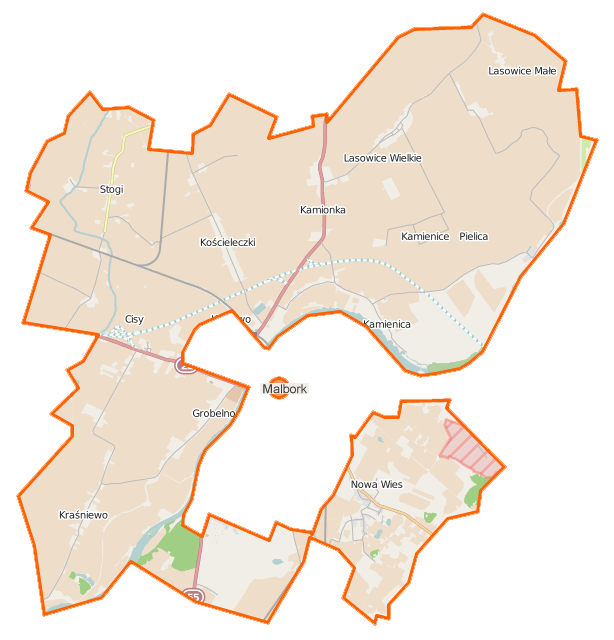
Carte de la gmina de Malbork.